# Fidia Farmaceutici
La Fidia Farmaceutici S.p.A. è una società italiana operante nel settore farmaceutico. In passato è stato il quarto gruppo farmaceutico in Italia.

## Storia

### Fondazione
Fidia Farmaceutici nasce a Bologna nel 1946. Nel 1959 la sede si trasferisce ad Abano Terme in Provincia di Padova.

### Dal Cronassial al declino
Nel 1975 Francesco Della Valle, gestore della Fidia, ottiene da Duilio Poggiolini, dirigente del ministero della Sanità, la registrazione del farmaco Cronassial. Grazie anche alla collaborazione con Rita Levi Montalcini, il Cronassial che nei momenti di massima incidenza sul fatturato arriva all'82%, diventa il farmaco più venduto in Italia. La Fidia balza così a 420 miliardi di Lire di fatturato e si colloca al quarto posto nella classifica delle industrie farmaceutiche in Italia.
Nel 1989 le autorità della Germania mettono in relazione il Cronassial con una malattia che paralizza gli arti e uccide un paziente su dieci: la Sindrome di Guillain-Barré. Il Cronassial è bandito dal mercato tedesco. L'anno dopo, in Gran Bretagna, gli inglesi vietano la vendita del Cronassial, che è ricavato dal cervello di bue. In seguito il farmaco sarà bandito anche dalla Spagna e in altri mercati, mentre negli Stati Uniti non otterrà mai la registrazione.
Successivamente le vendite del Cronassial crollarono del 95% finché persino l'Italia fu costretta a metterlo fuori legge.
Nel 1992 Fidia Farmaceutici entra a far parte della holding di gestione di attività finanziarie Fidia Holding, fondata dal padovano Ennio Arengi, socio di riferimento della Fidia Farmaceutici.

### Dall'amministrazione straordinaria alla rinascita
Dal 1994 al 1999, l'azienda, dichiarata fallita dal tribunale di Padova (Arengi sarà poi condannato per falso in bilancio) e messa in amministrazione straordinaria sotto la guida di Riccardo Gallo che fu artefice del risanamento gestionale ed economico del gruppo farmaceutico. 
Nel 1999 la società viene rilevata dalla Prochimica di Milano poi Sir Industriale, in seguito P&R Holding. Una società in cui la "P" sta per la famiglia di imprenditori milanesi alla seconda generazione guidata da Francesco Pizzocaro, e la "R" per il socio Paolo Rossi.  Nel 2009 era al 20º posto tra le ditte farmaceutiche in Italia.
Nel 2017 il fatturato è di 300 milioni di euro di cui il 70% realizzato all'estero. Conta più di 1200 dipendenti a livello globale ed è presente in più di 100 paesi. Le attività di ricerca e sviluppo sono svolte nei laboratori di ricerca di Abano Terme (PD) e presso l'Unità di Noto (SR). Sempre nel 2017 l’azienda ha inoltre orientato i propri interessi anche verso il settore dell’oftalmologia a seguito dell'acquisizione del gruppo marchigiano Sooft.

## Sedi all'estero
Fidia Farmaceutici è presente a livello internazionale con proprie filiali in varie nazioni quali USA, Germania, Spagna, Medio Oriente (“Meta”), Russia, Austria, Romania, Repubblica Ceca, Slovacchia, Francia, Polonia.

## Sponsorizzazioni
Nella stagione 2014-2015 è stato il top partner del Sassuolo in Serie A.
Nella stagione 2011-2012 è stato sponsor di denominazione della Pallavolo Padova in Serie A1, mentre nella stagione 2014-2015 è stato sponsor di maglia sempre in Serie A1.
Nel 2015 l'azienda ha sponsorizzato il Petrarca Rugby. 
Nel 2017 il Calcio Padova.
Dalla stagione 2015/2016 per poi proseguire nella stagione 2016/2017 Fidia Farmaceutici sponsorizza il campione mondiale di sci di fondo specialità Sprint Federico Pellegrino.